# Phyllocladus (geslacht)
Phyllocladus is een geslacht van kevers uit de familie vuurkevers (Pyrochroidae).

## Soorten
Deze lijst is mogelijk niet compleet.
- P. brevior (Pic, 1927)
- P. costatus (Pic, 1914)
- P. grandipennis (Pic, 1906)
- P. kasantsevi (Young, 2005)
- P. magnificus (Blair, 1912)